# Spengler Cup 2000
Der Spengler Cup 2000 (französisch Coupe Spengler 2000) war die 74. Auflage des gleichnamigen Wettbewerbs und fand vom 26. bis 31. Dezember 2000 im Schweizer Luftkurort Davos statt. Als Spielstätte fungierte das dortige Eisstadion. Insgesamt besuchten 81'321 Zuschauer die elf Turnierspiele, was einem Schnitt von 7'392 pro Partie entspricht.
Es siegte der Gastgeber HC Davos, der durch einen 4:2-Sieg im Finalspiel über das Team Canada das Turnier gewann. In der Qualifikation hatten die Kanadier die Partie noch knapp mit 3:2 für sich entschieden. Für den HCD endete mit dem Turniersieg eine 42-jährige Durststrecke, nachdem die Gastgeber das Turnier zuletzt im Jahr 1958 gewonnen hatten. Es war der insgesamt elfte Erfolg für den Rekordsieger. Der Titelverteidiger Kölner Haie belegte in der Qualifikation den dritten Rang und verpasste damit einen erneuten Titelgewinn.
Der Schwede Morgan Samuelsson in Diensten des Gastgebers HC Davos war mit acht Scorerpunkten, darunter vier Tore, erfolgreichster Akteur des Turniers. Sein Mannschaftskollege, der Kanadier Lonny Bohonos, wurde als wertvollster Spieler ausgezeichnet.

## Modus
Die fünf teilnehmenden Teams spielten zunächst in einer Einfachrunde im Modus «jeder gegen jeden», so dass jede Mannschaft vier Spiele bestritt. Die beiden punktbesten Mannschaften nach Abschluss der zehn Qualifikationsspiele ermittelten schliesslich in einer zusätzlichen Partie den Turniersieger.

## Turnierverlauf

### Qualifikation
| 26. Dezember 2000 15:30 Uhr | HC Sparta Prag | 2:3 n. P. (0:1, 1:0, 1:1, 0:0, 0:1) | HC Davos | Eisstadion, Davos Zuschauer: 7'680 |

| 26. Dezember 2000 20:45 Uhr | Jokerit Helsinki N. Mikkola (36.) J. Hentunen (38.) A. Cipruss (53.) nicht bekannt (PS) | 4:3 n. P. (0:2, 2:1, 1:0, 0:0, 1:0) Spielbericht | Kölner Haie J. Miner (10.) G. Zajankala (20.) C. Millen (24.) | Eisstadion, Davos Zuschauer: 7'680 |

| 27. Dezember 2000 15:30 Uhr | Jokerit Helsinki | 0:3 (0:1, 0:1, 0:1) Spielbericht | Team Canada F. Banham (5.) R. Sheppard (20.) F. Banham (55.) | Eisstadion, Davos Zuschauer: 7'680 |

| 27. Dezember 2000 20:45 Uhr | Kölner Haie | 0:3 (0:0, 0:2, 0:1) Spielbericht | HC Davos J. von Arx (34.) M. Schocher (37.) M. Samuelsson (50.) | Eisstadion, Davos Zuschauer: 7'680 |

| 28. Dezember 2000 15:30 Uhr | Team Canada C. Belanger (12.) F. Banham (56.) | 2:3 n. P. (1:1, 0:0, 1:1, 0:0, 0:1) Spielbericht | Kölner Haie C. Millen (17.) D. Norris (58.) J. Young (PS) | Eisstadion, Davos Zuschauer: 7'680 |

| 28. Dezember 2000 20:45 Uhr | HC Sparta Prag P. Kašpařík (14.) O. Kratěna (25.) | 2:0 (1:0, 1:0, 0:0) Spielbericht | Jokerit Helsinki | Eisstadion, Davos Zuschauer: 6'240 |

| 29. Dezember 2000 15:30 Uhr | Kölner Haie A. Lupzig (24.) D. MacDonald (37.) A. Lupzig (44.) J. Young (52.) G. Zajankala (58.) | 5:1 (0:0, 2:1, 3:1) Spielbericht | HC Sparta Prag O. Kratěna (33.) | Eisstadion, Davos Zuschauer: 7'050 |

| 29. Dezember 2000 20:45 Uhr | HC Davos | 2:3 n. V. (2:0, 0:1, 0:1, 0:1) Spielbericht | Team Canada | Eisstadion, Davos Zuschauer: 7'680 |

| 30. Dezember 2000 15:30 Uhr | HC Davos M. Samuelsson (29.) P. Falloon (39.) R. Ott (45.) | 3:1 (0:0, 2:0, 1:1) Spielbericht | Jokerit Helsinki P. Varis (48.) | Eisstadion, Davos Zuschauer: 7'680 |

| 30. Dezember 2000 20:45 Uhr | Team Canada F. Banham (3.) R. Sheppard (12.) M. Murray (34.) C. Dubé (54.) C. Bright (60.) | 5:4 (2:3, 1:1, 2:0) Spielbericht | HC Sparta Prag V. Vůjtek (4) J. Nedvěd (9.) V. Vůjtek (16.) P. Šrek (37.) | Eisstadion, Davos Zuschauer: 6'591 |

| Pl. |                  | Sp | S | OTN | N | Tore  | Punkte |
| --- | ---------------- | -- | - | --- | - | ----- | ------ |
| 1.  | Team Canada      | 4  | 3 | 1   | 0 | 13:09 | 7      |
| 2.  | HC Davos         | 4  | 3 | 1   | 0 | 11:06 | 7      |
| 3.  | Kölner Haie      | 4  | 2 | 1   | 1 | 11:10 | 5      |
| 4.  | HC Sparta Prag   | 4  | 1 | 1   | 2 | 09:13 | 3      |
| 5.  | Jokerit Helsinki | 4  | 1 | 0   | 3 | 05:11 | 2      |

### Final
| 31. Dezember 2000 12:00 Uhr | Team Canada J.-Y. Roy (9:16) C. Dubé (10:42) | 2:4 (2:1, 0:1, 0:2) Spielbericht | HC Davos M. Samuelsson (5:12) P. Falloon (34:34) F. Nilsson (52:27) P. Falloon (58:59) | Eisstadion, Davos Zuschauer: 7'680 |

## Siegermannschaft
| Spengler-Cup-Sieger HC Davos | Torhüter: Petter Rönnqvist, Lars Weibel Verteidiger: Jan von Arx, Marco Bayer, Beat Equilino, Marc Gianola, Andrea Häller, Marko Kiprusoff, Michael Kress, Ralph Ott, Mika Strömberg Stürmer: André Baumann, Lonny Bohonos, Pat Falloon, Patrick Fischer, Kevin Miller, René Müller, Fredrik Nilsson, Thierry Paterlini, Sandro Rizzi, Frédéric Rothen, Ivo Rüthemann, Morgan Samuelsson, Mario Schocher Cheftrainer: Arno Del Curto |

## All-Star-Team
| Angriff:      | Frank Banham – Kevin Miller – Lonny Bohonos (MVP) |
| Verteidigung: | KEC John Miner – Jaroslav Nedvěd                  |
| Tor:          | Lars Weibel                                       |